# Жук Микола Васильович (політик)
Мико́ла Васи́льович Жук (26 листопада 1976, Миколаїв — 21 квітня 2025, Київ) — український політик. Народний депутат України 7-го скликання від Партії регіонів.

## Політична діяльність
2006—2010 рр. — депутат Миколаївської обласної ради. Заступник голови Миколаївської обласної організації Партії регіонів.
2010 р. — був обраний депутатом Миколаївської обласної ради від округу № 7 (Березнегуватський район).
З 2010 р. — голова фракції Партії регіонів у Миколаївській обласній раді, начальник Миколаївського обласного управління у справах молоді та спорту.
2012 року обраний народним депутатом від Партії регіонів по одномандатному мажоритарному виборчому округу № 129 (Миколаївська область), набрав 48,04 % голосів.
Був головою підкомітету з питань молодіжної політики, сім'ї та дитинства Комітету з питань сім'ї, молодіжної політики, спорту та туризму.

## Громадська діяльність
У липні 2011 р. став президентом БК «Миколаїв». Перебував на цій посаді до квітня 2015 року.

## Смерть
Помер увечері 21 квітня 2025 року у київській лікарні в очікуванні на пересадку серця.